# Портрет Ивана Александровича Набокова
«Портрет Ивана Александровича Набокова» — картина Джорджа Доу и его мастерской из Военной галереи Зимнего дворца.
Картина представляет собой погрудный портрет генерал-майора Ивана Александровича Набокова из состава Военной галереи Зимнего дворца.
Во время Отечественной войны 1812 года Набоков был в чине полковника лейб-гвардии Семёновского полка и был в Бородинском сражении. В Заграничных походах отличился в сражении под Кульмом, за что был произведён в генерал-майоры и назначен шефом Севского пехотного полка, в сражении при Бар-сюр-Об был тяжело ранен пулей в голову.
Изображён в генеральском вицмундире, введённом для пехотных генералов 7 мая 1817 года. Слева на груди звезда ордена Св. Анны 1-й степени; на шее крест ордена Св. Владимира 3-й степени; по борту мундира крест прусского ордена Красного орла 2-й степени; справа серебряная медаль «В память Отечественной войны 1812 года» на Андреевской ленте, бронзовая дворянская медаль «В память Отечественной войны 1812 года» на Владимирской ленте и Кульмский крест. С тыльной стороны картины надписи: Nabokoff и Geo Dave RA pinxt. Подпись на раме: И. А. Набоковъ 1й, Генералъ Маiоръ.
7 августа 1820 года Комитетом Главного штаба по аттестации Набоков был включён в список «генералов, заслуживающих быть написанными в галерею» и 16 февраля 1822 года император Александр I приказал написать его портрет. Гонорар Доу был выплачен 1 июля 1822 года. Готовый портрет был принят в Эрмитаж 7 сентября 1825 года.